# Aegomorphus cunninghami
Aegomorphus cunninghami es una especie de escarabajo longicornio del género Aegomorphus,  subfamilia Lamiinae. Fue descrita científicamente por Heffern, Santos-Silva & Botero en 2022.
Se distribuye por América del Norte, en México. Mide 17,3 milímetros de longitud.